# Mary Brewster Hazelton
Mary Brewster Hazelton, död 1953, var en amerikansk konstnär. 
Hon är främst känd för sina porträttmålningar. Hon blev 1896 den första kvinnan i USA som vann ett pris öppet för både män och kvinnor då hon tilldelades Hallgarten Prize från National Academy of Design 1896.